# فرودگاه ماندالای چانمیاتازی
فرودگاه ماندالای چانمیاتازی (به انگلیسی: Mandalay Chanmyathazi Airport) یک فرودگاه همگانی است که یک باند فرود سنگفرش دارد و طول باند آن ۱۹۹۶ متر است. این فرودگاه در کشور میانمار قرار دارد و در ارتفاع ۷۷ متری از سطح دریا واقع شده است.